# Mese (Románia)
Mese (románul Meșendorf, németül Meschendorf, a szász nyelven Meschenderf) település Romániában, Brassó megyében.

## Fekvése
A megye északi részén, Kőhalomtól mintegy 9 km-re északnyugatra található.

## Története
Erdélyi szászok által alapított település, 1332-ben a pápai tizedjegyzék említi először Messendorf néven. A középkorban a falu a kerci apátság tulajdonát képezte.
A reformáció idején lakói felvették a lutheránus vallást. A trianoni békeszerződésig Nagy-Küküllő vármegye kőhalmi járásának részét képezte.

## Lakossága
1910-ben 810 lakosa volt, melyből 523 szász, 249 román, 37 cigány és 1 magyar volt.
A Ceaușescu-diktatúra idején a szászok nagy részét Németországba űzték.  1992-ben már 331 lakosából 130 román, 114 cigány, 72 szász és 15 magyar volt. A rendszerváltást követően is folytatódott a szászok kitelepedése, 2002-ben 344 lakosból már 199 román, 124 cigány, 10 magyar 7 szász volt.

## Látnivaló
A falu erődtemploma 1350 körül épült, Gótikus stílusban. Eredetileg római-katolikus volt, de a reformáció után átalakult lutheránus templommá.
Az erődtemplom fala szabálytalan négyszög alakú, a nyugati részén egy bástyatorony van. A keleti részén is volt egy torony, de azt a várfal egy részével együtt az 1950-es években lebontották.
Oltárát 1999 után biztonsági okokból a segesvári hegyi templomban helyezték el.